# Elisângela Adriano
Elisângela Maria Adriano, född 27 juli 1972, är en brasiliansk friidrottare som tävlade i kulstötning och diskus. Hon deltog vid olympiska sommarspelen 1996, olympiska sommarspelen 2004 och olympiska sommarspelen 2008.